# مقاطعة آيرديل (كارولاينا الشمالية)
مقاطعة آيرديل (بالإنجليزية: Iredell County)‏ هي إحدى مقاطعات ولاية كارولاينا الشمالية في الولايات المتحدة الأمريكية. مركز المقاطعة أو مقعدها هي مدينة ستيتسفيل. تأسست هذه المقاطعة سنة 1788.أصل هذه المقاطعة يأتي من: مقاطعة روان.

## أعلام
- جيمس غراهام رامزي
- هيو لوسون وايت
- إدوارد هاريس
- روبرت اندروز هيل
- دوكي يونت